# Robert Dill-Bundi
Robert Dill-Bundi (Chippis, 18 november 1958 – 16 september 2024) was een Zwitsers wielrenner. 

## Biografie
Hij was vooral actief op de baan als achtervolger. In 1980 werd hij olympisch kampioen op de individuele achtervolging tijdens de Spelen in Moskou. Dat leverde hem aan het einde van het jaar de uitverkiezing op van Zwitsers Sportman van het Jaar. Als junior wielrenner blonk hij al uit in deze discipline door zowel in 1975 als in 1976 het wereldkampioenschap op te eisen.
Dill-Bundi was professional wielrenner van 1980 tot 1988, aanvankelijk hoofdzakelijk als baanwielrenner en later ook op de weg. Zijn meest in het oog springende overwinningen als wegrenner behaalde hij in de 20e etappe van de Ronde van Italië 1982 en de proloog in de Ronde van Romandië 1983. 
Hij was ook actief als zesdaagsenwielrenner. In totaal reed hij 37 zesdaagsen, waarvan hij er 1 als winnaar wist af te sluiten, namelijk de Zesdaagse van Zürich in 1982 aan de zijde van zijn landgenoot Urs Freuler.

## Overwinningen

### Baan
| Jaar       | ZK                                    | EK                      | WK                             | Overige                            |
| Als junior | Als junior                            | Als junior              | Als junior                     | Als junior                         |
| ---------- | ------------------------------------- | ----------------------- | ------------------------------ | ---------------------------------- |
| 1975       |                                       |                         | achtervolging                  |                                    |
| 1976       |                                       |                         | achtervolging                  |                                    |
| Als elite  |                                       |                         |                                |                                    |
| 1977       | achtervolging                         |                         | 4e achtervolging               |                                    |
| 1978       | achtervolging · tijdrit               |                         | 5e achtervolging               |                                    |
| 1979       | achtervolging · tijdrit               |                         | 7e achtervolging               |                                    |
| 1980       | achtervolging                         |                         |                                | Olympische Spelen: · achtervolging |
| 1981       | achtervolging · tijdrit               | omnium                  |                                |                                    |
| 1982       | achtervolging · tijdrit · puntenkoers |                         | 8e achtervolging 8e keirin     |                                    |
| 1983       | achtervolging · puntenkoers · tijdrit | sprint · 7e koppelkoers | achtervolging · 7e puntenkoers |                                    |
| 1984       |                                       | 8e omnium               | keirin · 5e sprint             |                                    |
| 1985       | sprint                                |                         | 8e keirin                      |                                    |
| 1986       | achtervolging                         |                         |                                |                                    |
| 1987       | stayeren                              |                         |                                |                                    |

### Weg
1982
20e etappe Ronde van Italië
1983
Proloog Ronde van Romandië

## Resultaten in voornaamste wedstrijden
| Jaar | Ronde van Italië | Ronde van Frankrijk | Ronde van Spanje |
| ---- | ---------------- | ------------------- | ---------------- |
| 1982 | opgave (1)       |                     |                  |
| 1983 | opgave           |                     |                  |
| 1984 |                  |                     |                  |
| 1985 |                  |                     |                  |
| 1986 |                  | opgave              |                  |

(*) tussen haakjes aantal individuele etappe-overwinningen
1964: Jiří Daler ·
1968: Daniel Rébillard ·
1972: Knut Knudsen ·
1976: Gregor Braun ·
1980: Robert Dill-Bundi ·
1984: Steve Hegg ·
1988: Gintautas Oemaras ·
1992: Chris Boardman ·
1996: Andrea Collinelli ·
2000: Robert Bartko ·
2004: Bradley Wiggins ·
2008: Bradley Wiggins
Wielerploegen van Robert Dill-Bundi
Aliverti ·
Beccia ·
Bevilacqua ·
Bombini ·
Dill-Bundi · 
Faraca ·
Ferreri ·
Gisiger ·
Milani · 
Moro ·
Patellaro · 
Loro · 
Rui ·
Serpelloni ·
Thurau (tot 31/07) ·
Van Linden ·
Zappi
Beccia ·
A. Bevilacqua ·
L. Bevilacqua ·
Bombini ·
Bruggmann ·
Clifton ·
Dill-Bundi · 
Ferreri ·
Gisiger ·
Milani · 
Polončič ·
Serpelloni ·
Volpi
Beccia ·
A. Bevilacqua ·
L. Bevilacqua ·
Bruggmann ·
da Silva ·
Dill-Bundi · 
Mantovani ·
Milani · 
Polončič ·
Vicino ·
Volpi
Allocchio ·
Beccia ·
Bevilacqua ·
Bruggmann ·
Condolo ·
da Silva ·
Dill-Bundi · 
Ferraro ·
Longo ·
Milani ·
Pagnin ·
Piccolo ·
Vicino ·
Volpi
Allocchio ·
Beccia ·
Bincoletto ·
Čerin ·
Condolo ·
A. da Silva (tot 12/08) ·
F. da Silva (tot 15/08) ·
Dill-Bundi · 
Ferraro ·
Furlan ·
Longo ·
Pagnin ·
Piccolo ·
Vicino ·
Zanatta